# Франклин (округ, Джорджия)
Фра́нклин (англ. Franklin County) — округ штата Джорджия, США. Население округа на 2000 год составляло 20 285 человек. Согласно переписи 2010 г. — население составляет 22084 человека. Административный центр округа — город Карнсвилл.

## История
Округ Франклин основан в 1784 году. Государство предложило ветеранам войны 1812 г. земельные участки в этом округе, но правом собственности воспользовались немногие, посчитав округ слишком отдалённым. Ранее его территория охватывала округа Окони, Стивенс, Джексон, Бэнкс и другие.

## География
Согласно Бюро переписи населения США, округ имеет общую площадь 266 квадратных миль (690 км²), из которых 261 квадратных миль (680 км2) является землей и 5.0 квадратных миль (13 км²) (1.9%) является водой. Округ находится в Пидмонтском регион штата.
Большая часть округа Франклин расположена в суббассейне Брод-Ривер бассейна реки Саванна, и только северо-восточный угол, к северу от Лавонии, расположен в суббассейне реки Тугалу того же бассейна реки Саванна. Округ Франклин также расположен на озере Хартвелл.

## Соседние округа
- Округ Стивенс, на севере.
- Округ Окони, Южная Каролина, на северо-востоке.
- Округ Харт, на востоке.
- Округ Элберт, на юго-востоке.
- Округ Мадисон, на юге.
- Округ Банкс, на западе.

## Демография
Согласно Бюро переписи населения США, в округе Франклин в 2000 году проживало 20 285 человек. Плотность населения составляла 29.8 человек на квадратный километр.